# 越木岩神社
越木岩神社（こしきいわじんじゃ）とは、兵庫県西宮市甑岩町5-4に鎮座する神社。前身は延喜式神名帳に載る大国主西神社であるとされる。女性守護・子宝・安産・商売繁盛のご利益があるという。

## 概要
本殿の祭神は明暦2年（1656年）円満寺の僧 教順が西宮神社から勧請した、蛭児大神（ひるこおおかみ、戎神）である。この周辺地域に村が形成されていく過程で、地域の繁栄のために西宮神社から蛭子大神が勧請されたと思われる。しかし、元々は当地にある「甑岩」等の磐座を祀ったもので、自然崇拝が中心であった、所謂古代信仰の時代、当地から北山・目神山や六甲山を一大霊場とした磐座・磐境祭祀のランドマーク・霊岩として「甑岩」が祀られたと考えられている。
当地は、積み出し港の名を取った御影石（花崗岩）の産地としても有名で、大坂城築城の際に甑岩を石工が割ろうとしたが、割れ目から鶏鳴が湧き上がり、白煙が立ちそれは色を変えながら熱気となり吹き出し、その熱気は不思議な力をもっていて石切職人達は手足をふるわせ、苦しみもだえ、斜面を転がり落ち作業を断念した、との伝説がある。また、徳川氏の大阪城修築（元和6年〜寛永5年：1620年〜1628年）の際、池田備中守長幸（備中松山城主）の家紋が刻まれた当時の石の破片が付近に残っている。（西宮ふるさと民話「こしき岩のいかり」）
境内は約7700m2あり、その森は１９７４年に兵庫県指定天然記念物ならびに西宮市景観保護樹林に指定され、兵庫県天然記念物である「越木岩神社社叢林」として保護されている。
この森は、ヒメユズリハを主要構成種とする樹林で、高木層はヒメユズリハをはじめモッコク・クロバイ・ヤマモモ等で構成されている。亜高木層としてはヤブツバキ・クロバイ・アラカシ・ネズミモチ等、低木層はアラカシ・サカキ・クロバイ・イヌビワ・ヒサカキ等で構成されている。洪積台地上に発達した典型的な暖帯林で、二百数十本のヒメユズリハが群生している。ヒメユズリハが優占する樹林は、県下では数少なく学術的価値は極めて高いとされている。

## 祭神
蛭子大神(本殿）

## 境内社
- 岩社　市杵島姫大神
- 六甲山神社　菊理姫大神　六甲山神社(石の宝殿）の里宮
- 雨乞社　貴船大神・龍神
- 土社　大地主大神
- 水神社　ミズハノメノカミ
- 不動明王社　甑不動明王
- 伊勢遥拝社　天照大神
- 稲荷社　白玉稲荷・大崎稲荷（秀吉大神）

## 境外末社
- 苦楽園神社
- 石宝殿

## 巨石

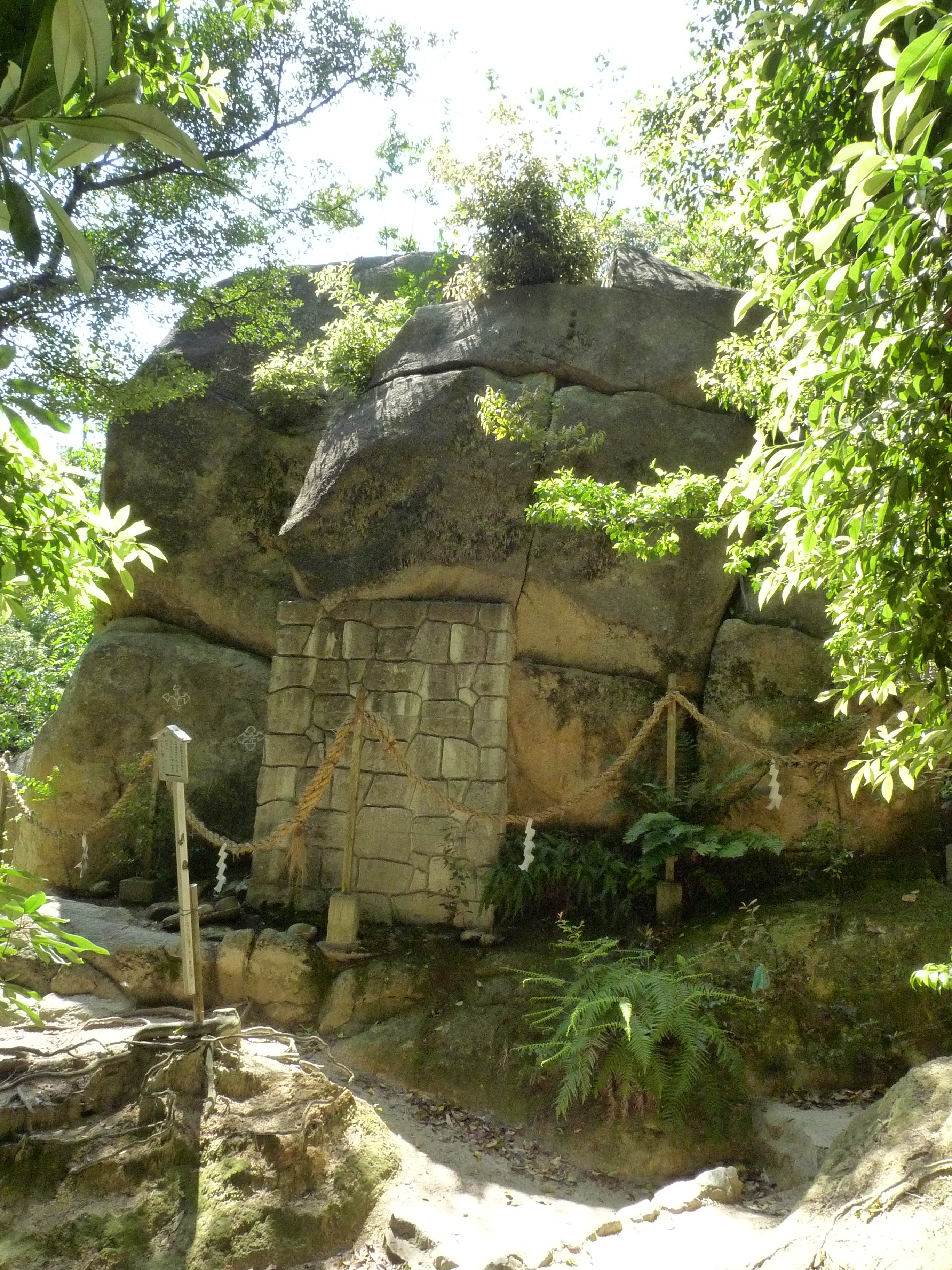
甑岩

越木岩神社は境内に鎮座する磐座をはじめ、境内北方にある小高い山・北山にある多くの磐座群を、ほぼ磐座群の南端に鎮座する「甑岩」を通して遥拝するために、神社が建立されたと考えられる。「甑岩」は周囲約40ｍ・高さ10ｍの花崗岩である。酒米を蒸す時に使う「甑（こしき）」（セイロ）という道具に似ていることから「甑岩」と名づけられたと考えられる。また、岩上に雑木が生じた姿より、社名・町名も起こった。
摂津名所絵図や摂津史によると 「甑岩神祠は甑岩村にあり祭神巨岩にして倚畳甑（きるいこしき）の如し、此地の産土神（うぶなすがみ）とす｣と記してあり、霊験あらたかな霊岩とされてきた。甑岩は岩社として祀られている。また、厳島神社の分霊も、いつの頃からか祀られている。甑岩は、上部が中央から2つに割れて、その頂上から樹木が生えている。これを陰石（女性器石）とし、女性守護の神・厳島神社が祀られている理由らしい。
甑岩から北へ約50m登ると、第二の磐座（周囲約80m）がある。さらに北へ約30m登ると第三の磐座がある。それぞれ、南座・中座・北座と呼ばれる磐座があり、北座は生田神社と同じ稚日女尊（わかひるめのみこと）の磐座とも呼ばれる。また、見た目で、南座・中座・北座を、陰石・陰石・陽石とする説もある。さらに北の延長線上に標高約200mの北山があり、山中に巨石・磐座群がある。これら磐座を三輪山中の磐座と比較し、似ているとする説もある。

## 磐座の保護活動

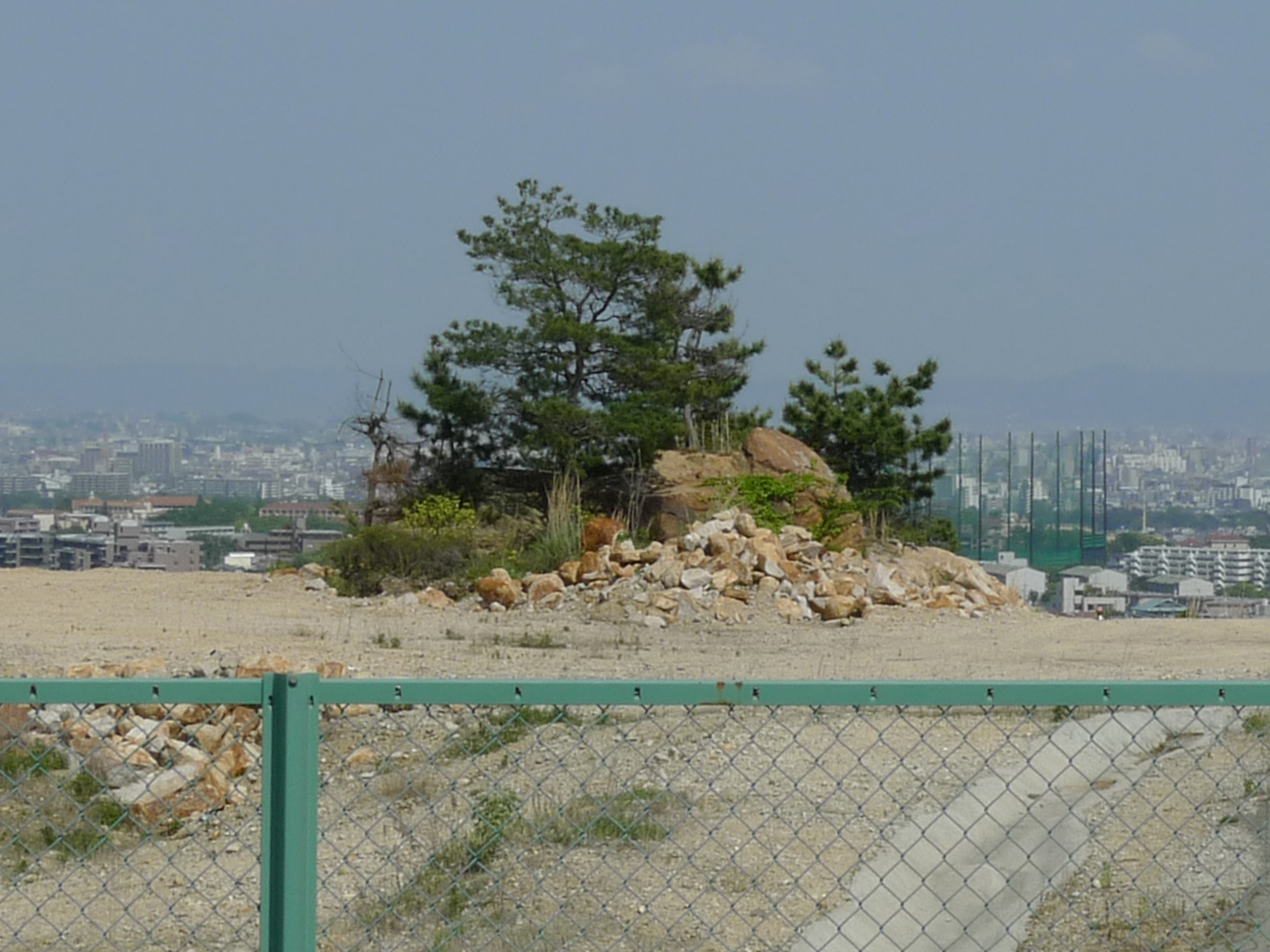
北の磐座1

神社の北東側に社叢林があり地域の共同所有であったが、50年程前に夙川学院の要望で(磐座の保存及び伊勢神宮遥拝所に配慮すると言うことで)売却された。夙川学院は磐座に配慮して夙川学院短期大学を建築した。すなわち、磐座を保存するだけでなく、遥拝所と伊勢神宮の間を遮る位置に建物は建てなかった。しかし、後の資産運用の失敗による経営トラブルでポートアイランドに短期大学を移転するに当たり、夙川学院は不動産業者に土地を売却してしまった。不動産業者は集合住宅を建築するに当たり磐座を破壊撤去し、遥拝所の伊勢神宮の方向の位置にも建物を建設するとしており、神社側は磐座の保存等を働きかけている。そのため署名を不動産業者に提出するなどしているが、業者側は要望をすべて拒否している。

## 関連事項
- 稚日女尊
- 六甲山神社